# Dom Aleixo (Verwaltungsamt)
| \| \| |
|       |

|  |

Dom Aleixo ist osttimoresisches Verwaltungsamt (portugiesisch Posto Administrativo), der den westlichen Teil der Landeshauptstadt Dili bildet. Der Namensgeber des Verwaltungsamtes ist der timoresische Volksheld Dom Aleixo. Der Sitz der Verwaltung liegt in Comoro.

## Geographie

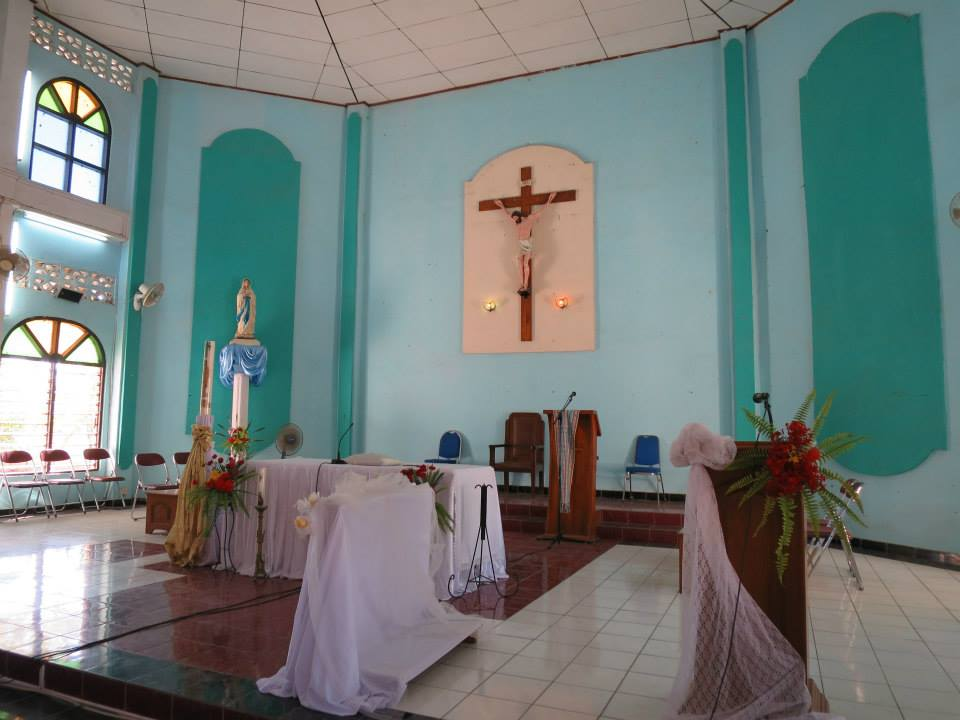
Kirche São José in Aimutin

Bis 2014 wurden die Verwaltungsämter noch als Subdistrikte bezeichnet.
Dom Aleixo bildet den Westen der Gemeinde Dili. Im Osten und Süden liegt das Verwaltungsamt Vera Cruz und im Westen die Gemeinde Liquiçá mit dem Verwaltungsamt Bazartete. Im Norden befindet sich die Straße von Wetar. Hier mündet der Rio Comoro ins Meer. Der Fluss führt allerdings nur zur Regenzeit Wasser. Tasitolu mit seinen drei Salzseen bildet den äußersten Osten Dilis. Die Seen werden in der Regenzeit vom Mota Tasitolu gespeist. Sie sind eine ausgewiesene Important Bird Area und als Friedenspark unter besonderen Schutz. Ebenfalls in Tasitolu befindet sich eine sechs Meter hohe Monumentalstatue von Papst Johannes Paul II.
Die Grenze zu Vera Cruz im Nordosten bildet der Maloa. Zwischen Maloa und Rio Comoro mündet ein dritter temporärer Fluss in Dom Aleixo ins Meer. Dom Aleixo hat eine Fläche von 25,93 km² und teilt sich seit 2017 in die sieben Sucos: Bairro Pite (Bairo Pite), Bebonuk, Comoro, Fatuhada, Kampung Alor, Madohi und Manleuana.
Im Suco Madohi befindet sich der internationale Flughafen Presidente Nicolau Lobato und in Fatuhada seit Oktober 2010 das neue Hauptquartier der Verteidigungskräfte Osttimors errichtet.

Klimadaten
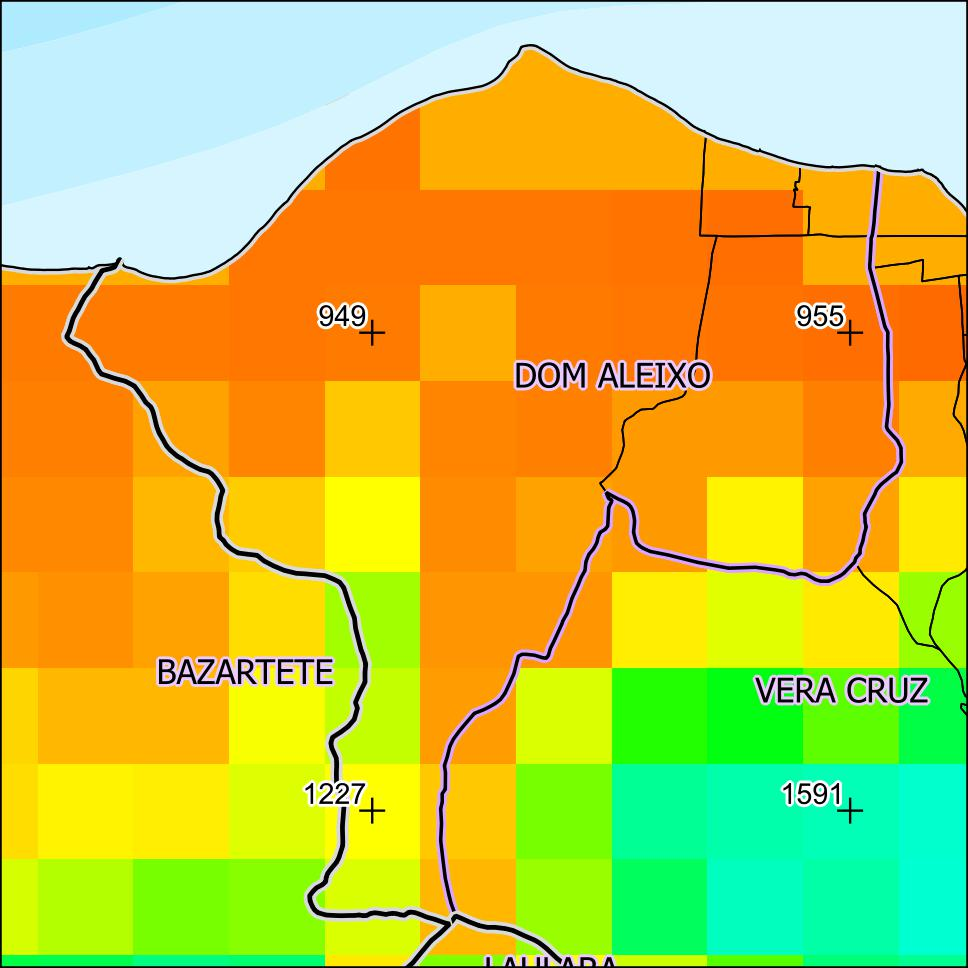
Jährliche Niederschlagsmenge (2000)
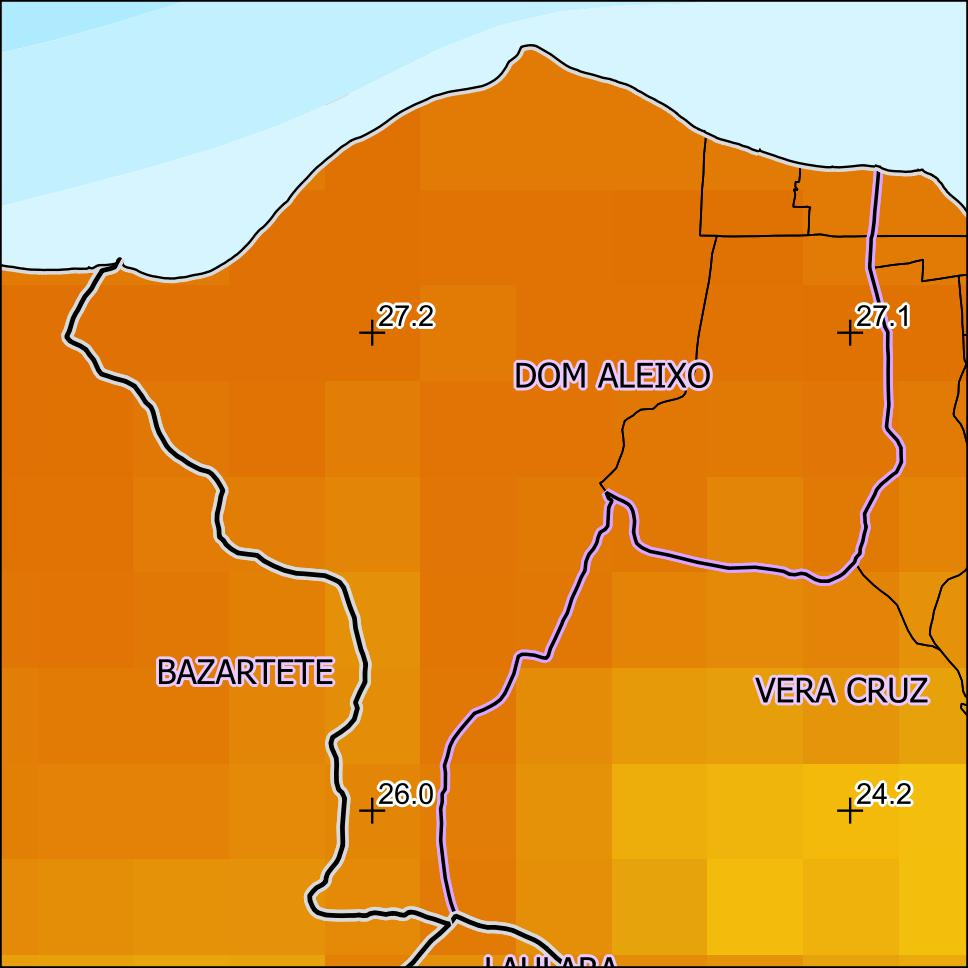
Jahresdurchschnitts-temperatur (2000)

## Einwohner
In Dom Aleixo leben 165.799 Menschen (2022), davon sind 84.264 Männer und 81.535 Frauen. 151.115 von ihnen wohnen in einer urbanen Umgebung, 14.684 im ländlichen Teil des Verwaltungsamtes. Im Verwaltungsamt gibt es 29.964 Haushalte. Der Altersdurchschnitt beträgt 20,9 Jahre (2010, 2004: 20,0 Jahre).

## Geschichte

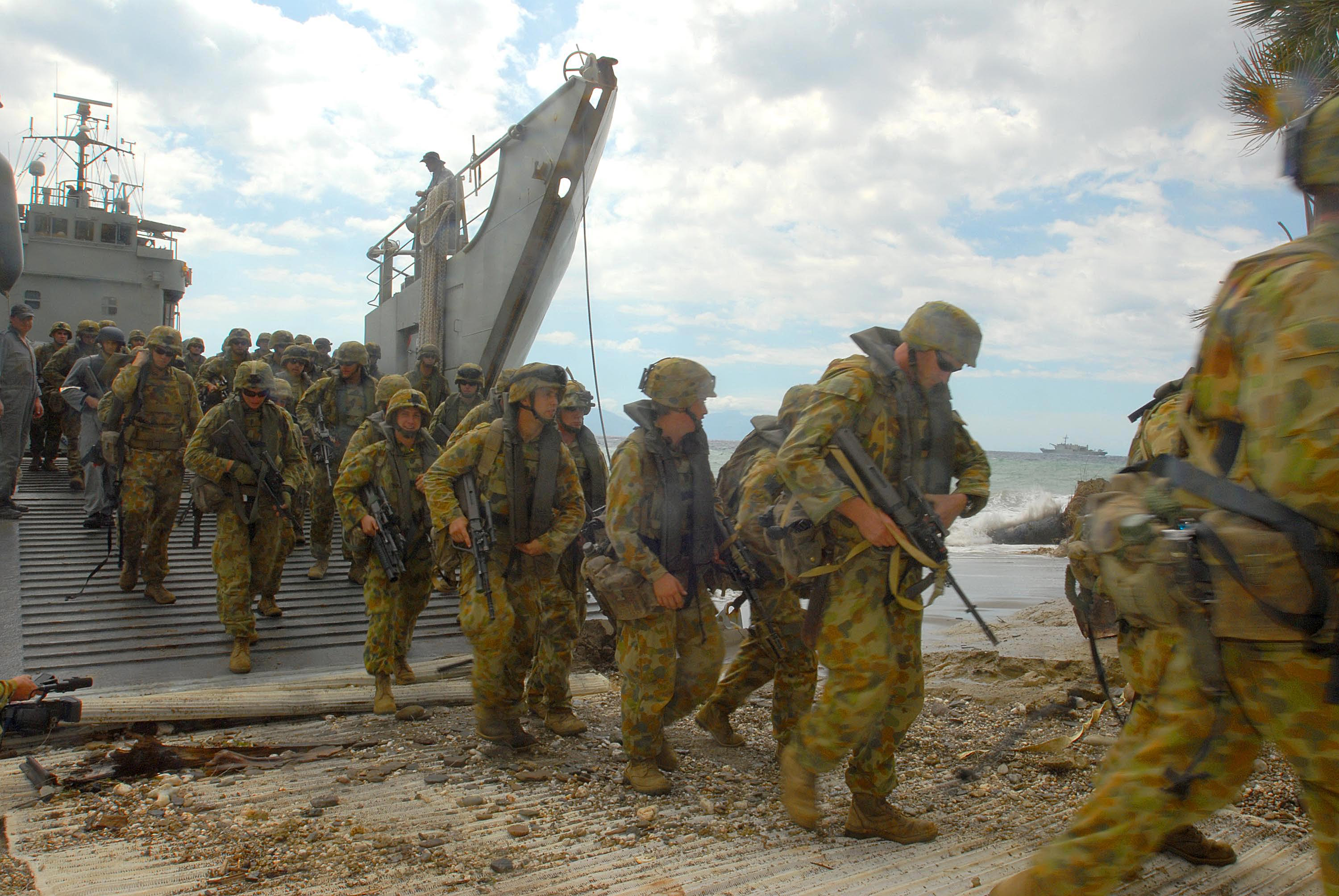
Australische ISF-Truppen landen in Comoro (2006)

Kampung Alor war früher das Viertel, in dem sich die arabischstämmige Bevölkerung Ende des 19. Jahrhunderts ansiedelten. Es handelt sich um Nachfahren des jemenitischen Stamms der Kathiri aus Hadramaut. In Kampung Alor befindet sich die Annur-Moschee, die größte Moschee Osttimors.

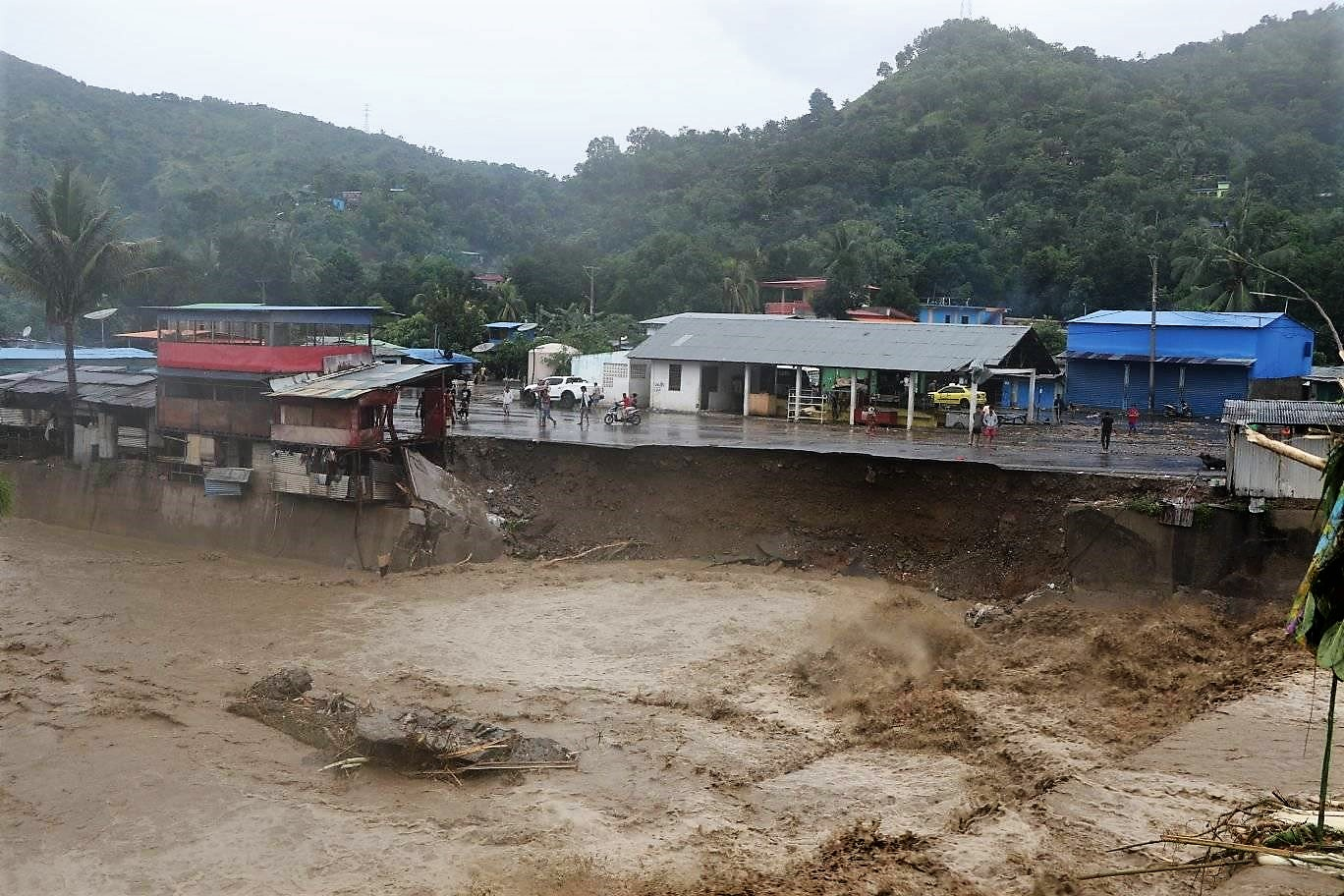
Zerstörungen in Dom Aleixo nach den Überschwemmungen 2021

Nach der indonesischen Invasion am 9. Dezember 1975 wurden zahlreiche während der Invasion und der nachfolgenden Besetzung Ermordete in Tasitolui verscharrt. Das Areal galt als ein „well-known killing place“ (allgemein bekannter Ort, an dem getötet wird). Menschen wurden von indonesischen Soldaten hierher verschleppt, hingerichtet und vergraben. Auf dem Gelände des Friedensparks Tasitolu hielt Papst Johannes Paul II. bei seinem Besuch am 12. Oktober 1989 eine Messe, die die Unabhängigkeitsbewegung für Proteste gegen die indonesische Besatzung nutzte. Am 20. Mai 2002 wurde hier die Entlassung Osttimors in die Unabhängigkeit zelebriert.
Der Westen Dilis war einer der Schwerpunkte der Unruhen in Osttimor 2006. Immer wieder kam es hier zu Kämpfen und anderen Zwischenfällen. Die Überschwemmungen in Indonesien und Osttimor 2021 führten in Dom Aleixo zu besonders große Schäden.

## Politik

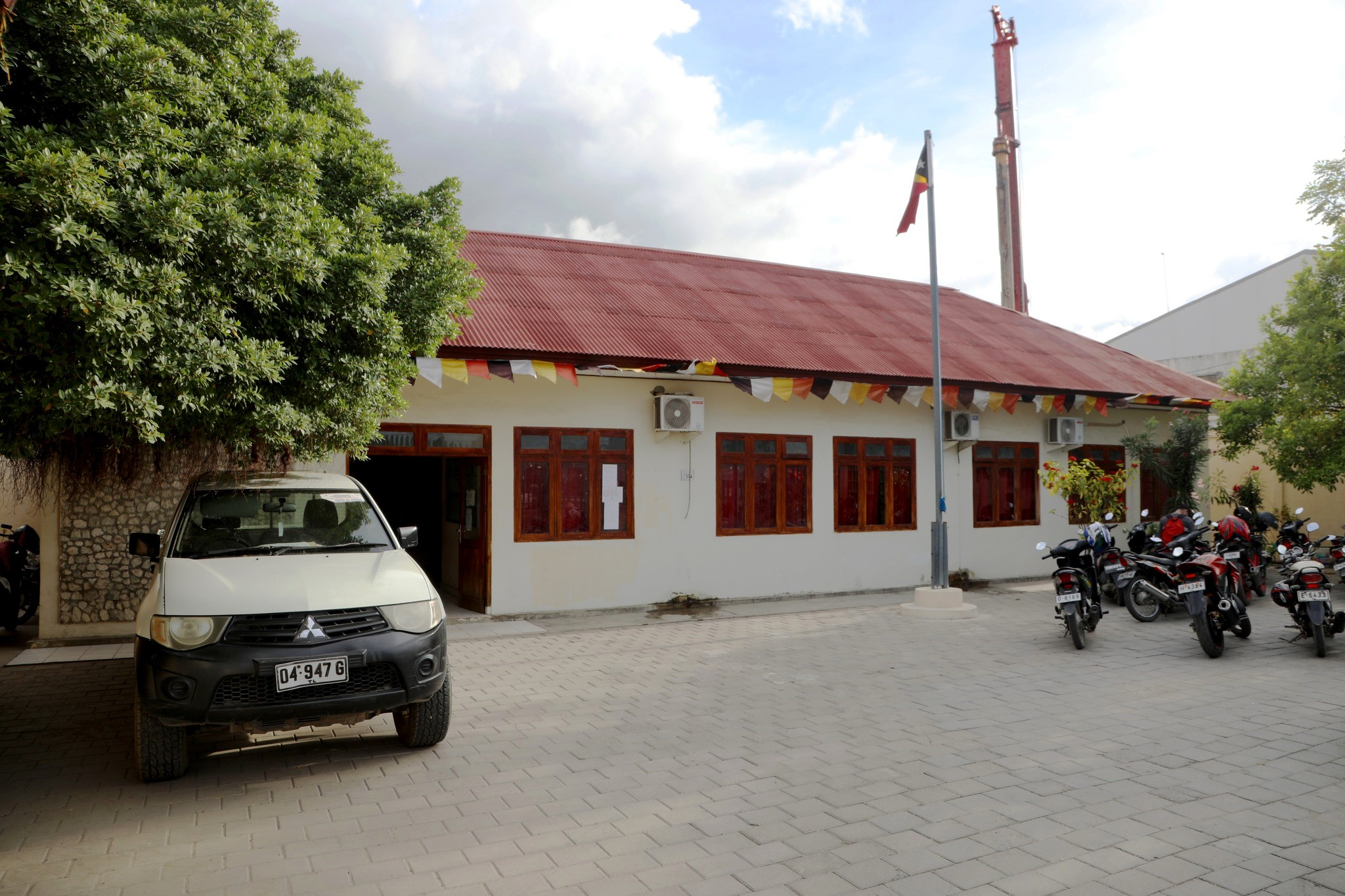
Sitz des Verwaltungsamtes Dom Aleixo (2022)

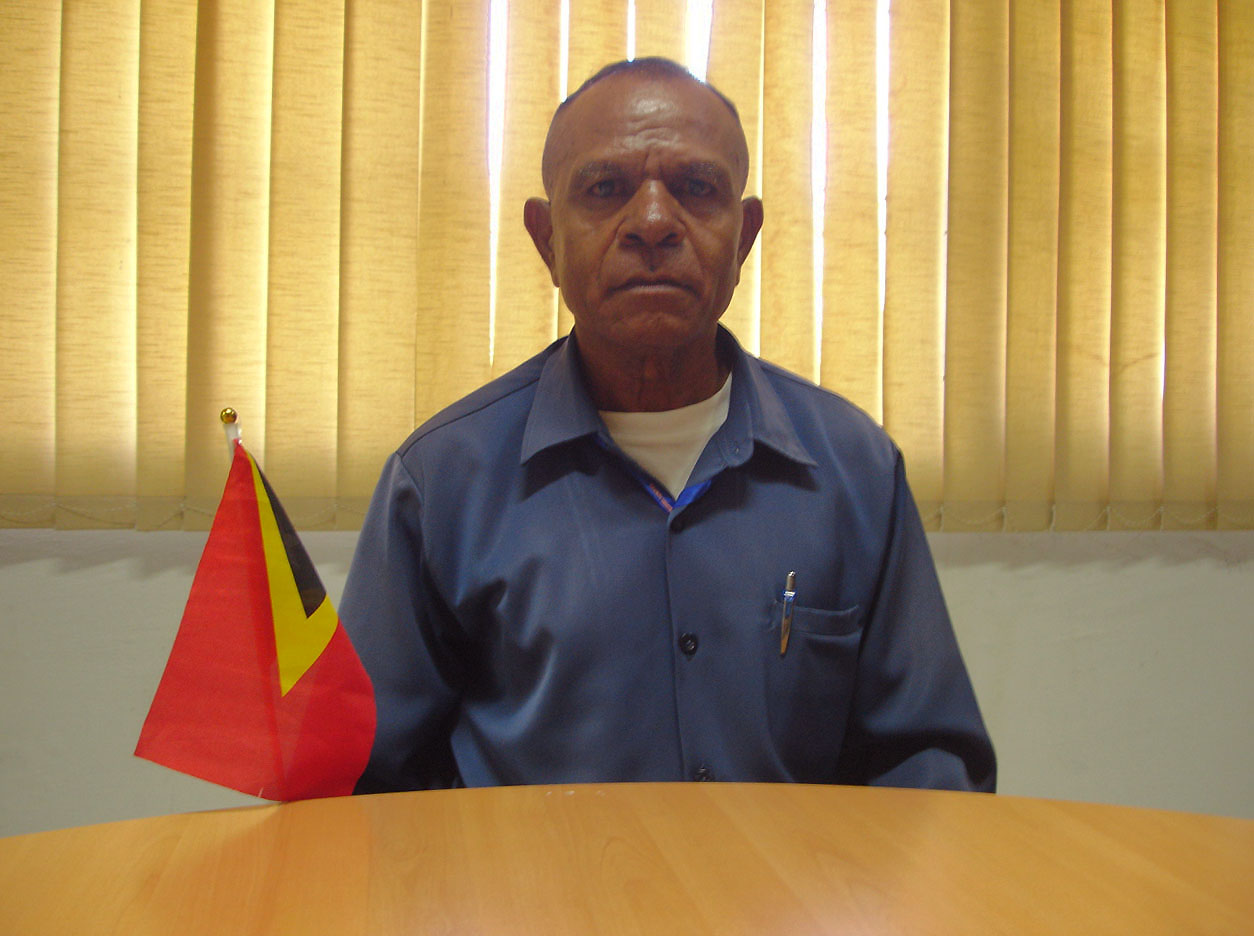
Administrator Luis Maria da Silva Mota (2013)

Der Administrator des Verwaltungsamts wird von der Zentralregierung in Dili ernannt. 2013 war dies Luis Maria da Silva Mota, 2015 Berta Santa Gonçalves Vieira. Von 2016 an hatte den Posten Simplício dos Santos Mendonça inne, bis er 2019 verstarb. 2021 wurde José da Costa Sousa zum Administrator ernannt und am 22. März 2024 José Soares.

## Wirtschaft

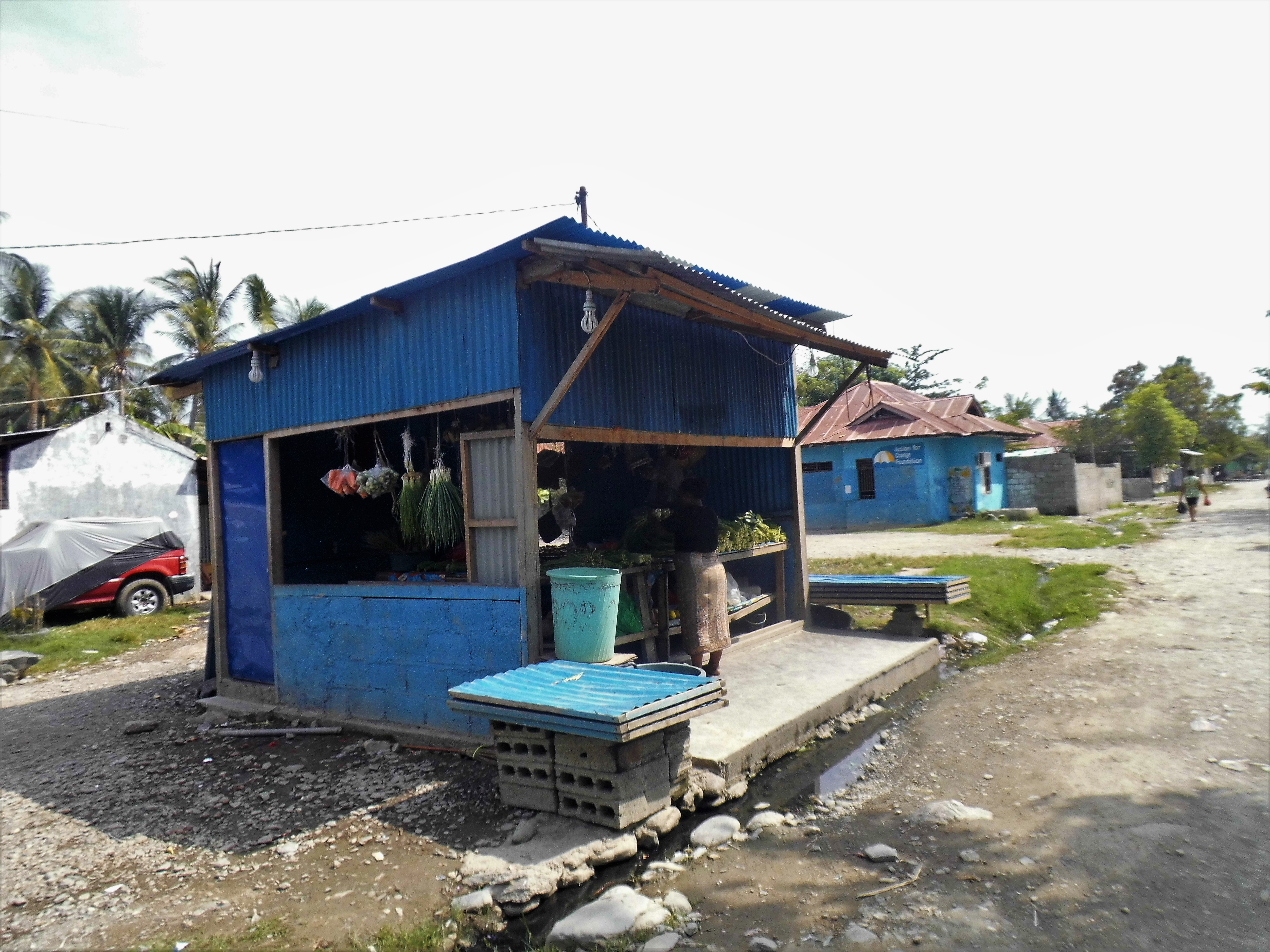
Straßenstand in Kampung Alor

Auch im städtischen Dili werden von den Einwohnern Felder und Gärten bewirtschaftete, um den Lebensunterhalt aufzubessern. 8 % der Haushalte in Dom Aleixo verfügen über Kokospalmen, 11 % bauen Maniok, 8 % Gemüse, 10 % Mais und 2 % sogar Kaffee an. Zudem werden Haustiere wie Hühner und Schweine gehalten.